# Nederlandse kampioenschappen schaatsen afstanden 2012 - 3000 meter vrouwen
De 3000 meter vrouwen op de Nederlandse kampioenschappen schaatsen afstanden 2012 werd gereden op zaterdag 5 november 2011 in ijsstadion Thialf te Heerenveen. Er namen 20 vrouwen deel.
Titelverdedigster was Ireen Wüst die de titel pakte tijdens de NK afstanden 2011. Er waren vijf startplaatsen te verdienen voor de wereldbeker schaatsen 2011/2012, Ireen Wüst had als regerend wereldkampioene een beschermde status.

## Statistieken

### Uitslag
| #      | Schaatsster            | Ploeg          | Tijd       |
| ------ | ---------------------- | -------------- | ---------- |
| Goud   | Pien Keulstra          | Jong Oranje    | 4.09,75 PR |
| Zilver | Diane Valkenburg       | Control        | 4.10,37    |
| Brons  | Ireen Wüst             | TVM            | 4.10,58    |
| 4      | Linda de Vries         | Team Liga      | 4.11,11    |
| 5      | Janneke Ensing         | BAM            | 4.12,39 PR |
| 6      | Carlijn Achtereekte    | Team Op=Op     | 4.13,11 PR |
| 7      | Annouk van der Weijden | Team Op=Op     | 4.13,47    |
| 8      | Jorien ter Mors        | NTS Shorttrack | 4.13,75 PR |
| 9      | Marrit Leenstra        | Team Hart      | 4.13,96    |
| 10     | Marije Joling          | Team Op=Op     | 4.14,14    |
| 11     | Rixt Meijer            | MKBasics.nl    | 4.15,22 PR |
| 12     | Jorien Voorhuis        | TVM            | 4.15,51    |
| 13     | Paulien van Deutekom   | Control        | 4.15,78    |
| 14     | Wieteke Cramer         | MKBasics.nl    | 4.15,98    |
| 15     | Yvonne Nauta           | Team Hart      | 4.16,58    |
| 16     | Mariska Huisman        | Team BOHH.nl   | 4.18,75 PR |
| 17     | Miranda Dekker         | Gewest NH/U    | 4.21,10 PR |
| 18     | Reina Anema            | Jong Oranje    | 4.22,01    |
| 19     | Moniek Kleinsman       | Team Op=Op     | 4.28,20    |
| 20     | Lotte van Beek         | Team Liga      | 4.29,08    |

### Loting
| Rit | Binnenbaan           | Buitenbaan             |
| --- | -------------------- | ---------------------- |
| 1   | Miranda Dekker       | Janneke Ensing         |
| 2   | Lotte van Beek       | Rixt Meijer            |
| 3   | Jorien ter Mors      | Wieteke Cramer         |
| 4   | Reina Anema          | Mariska Huisman        |
| 5   | Moniek Kleinsman     | Annouk van der Weijden |
| 6   | Paulien van Deutekom | Carlijn Achtereekte    |
| 7   | Linda de Vries       | Yvonne Nauta           |
| 8   | Marije Joling        | Pien Keulstra          |
| 9   | Ireen Wüst           | Diane Valkenburg       |
| 10  | Jorien Voorhuis      | Marrit Leenstra        |

1987 · 
1988 · 
1989 · 
1990 · 
1991 · 
1992 · 
1993 · 
1994 · 
1995 · 
1996 · 
1997 · 
1998 · 
1999 · 
2000 · 
2001 · 
2002 · 
2003 · 
2004 · 
2005 · 
2006 · 
2007 · 
2008 · 
2009 · 
2010 · 
2011 · 
2012 · 
2013 · 
2014 · 
2015 · 
2016 · 
2017 · 
2018 · 
2019 · 
2020 · 
2021 · 
2022 · 
2023 · 
2024 · 
2025